# Institut Supérieur de Traducteurs et Interprètes (Bélgica)

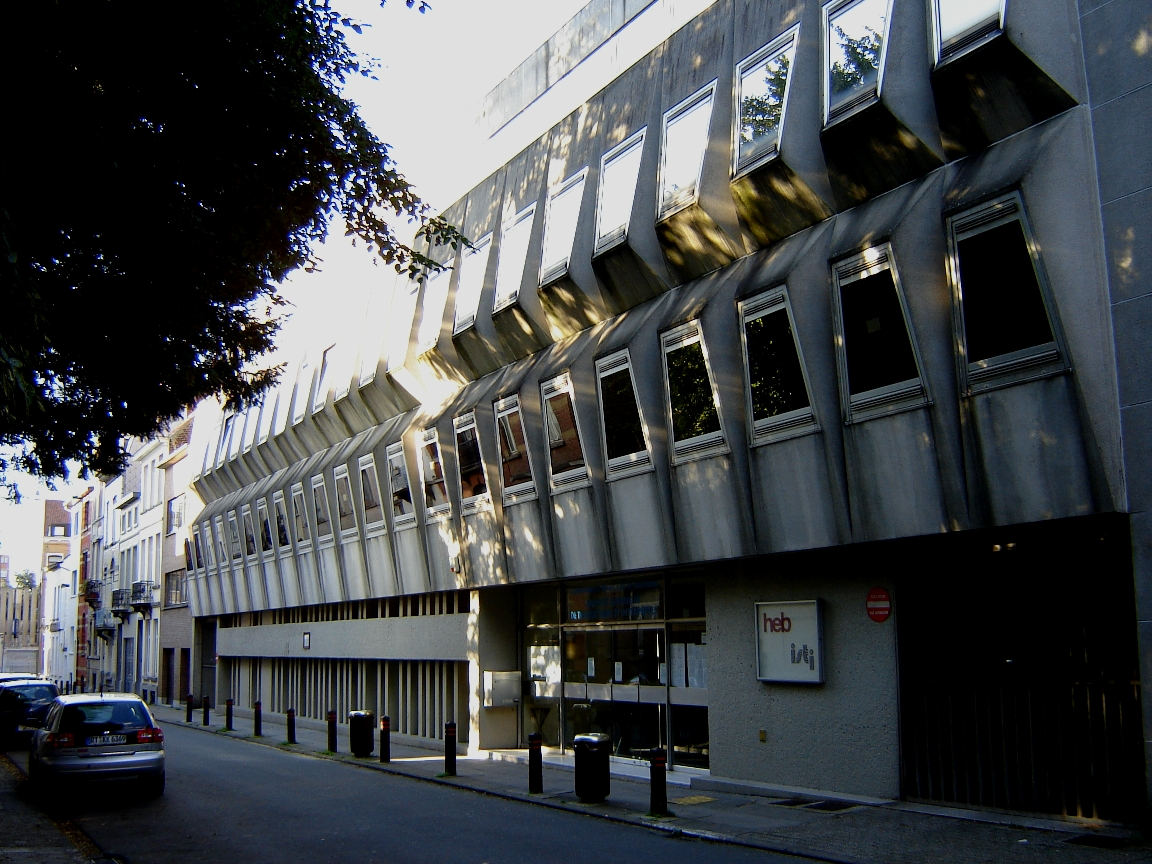
Fachada principal del ISTI

El Institut Supérieur de Traducteurs et Interprètes (ISTI) es una institución educativa superior (en concreto, lo que en Bélgica se conoce como haute école) situada en Bruselas e integrada en el sistema educativo de la Comunidad francesa de Bélgica. 
En ella se forman traductores e intérpretes desde 1958. Se ubica concretamente en el barrio de Uccle y está integrada en la Haute École de Bruxelles (HEB).
Entre sus antiguos alumnos se encuentra la española Juana Lahousse-Juárez, nacida en la provincia de Almería y directora de la Dirección General de Traducción del Parlamento Europeo.

## Formación
El ISTI ofrece los siguientes títulos universitarios: 
- Licenciatura en traducción e interpretación multidisciplinar.
- Máster en traducción literaria.
- Máster en traducción y relaciones internacionales.
- Máster en traducción multidisciplinar.
- Máster en traducción e industrias de la lengua.
- Máster en interpretación.